# Ingram (Wisconsin)
Ingram é uma vila localizada no estado norte-americano de Wisconsin, no Condado de Rusk.

## Demografia
Segundo o censo norte-americano de 2000, a sua população era de 76 habitantes. Em 2006, foi estimada uma população de 77 habitantes, um aumento de 1 habitante (1.3%).

## Geografia
De acordo com o United States Census Bureau tem uma área de 2,6 quilômetros quadrados, dos quais 2,6 quilômetros quadrados cobertos por terra e 0,0 quilômetros quadrados cobertos por água. Ingram localiza-se a aproximadamente 394 metros acima do nível do mar.

## Localidades na vizinhança
O diagrama seguinte representa as localidades num raio de 24 quilômetros ao redor de Ingram.